# Power metal
Power metal là một tiểu thể loại của heavy metal kết hợp các đặc điểm của heavy metal truyền thống với speed metal, thường nằm trong nền nhạc giao hưởng. Nói chung, power metal có nét đặc trưng bởi âm thanh nhanh, nhẹ và bay bổng hơn, trái ngược với tính nặng đô và nghịch tai, chẳng hạn như trong extreme metal. Các ban nhạc power metal thường có các bài hát như thánh ca với đề tài dựa trên kỳ ảo và những đoạn điệp khúc mạnh mẽ, do đó tạo ra âm thanh "mạnh mẽ" đầy kịch tính và giàu cảm xúc.
Thuật ngữ này lần đầu được sử dụng vào giữa những năm 1980 và nhắc đến hai phong cách khác nhau nhưng có liên hệ với nhau:
- dòng đầu tiên đi tiên phong và được sử dụng rộng rãi ở Bắc Mỹ với âm thanh thô hơn tương tự như speed metal;
- phong cách ra đời hơn, phổ biến và thịnh hành hơn tại Châu Âu[4] với âm thanh nhẹ hơn, giàu giai điệu hơn và sử dụng đàn keyboard thường xuyên .

## Nguồn gốc

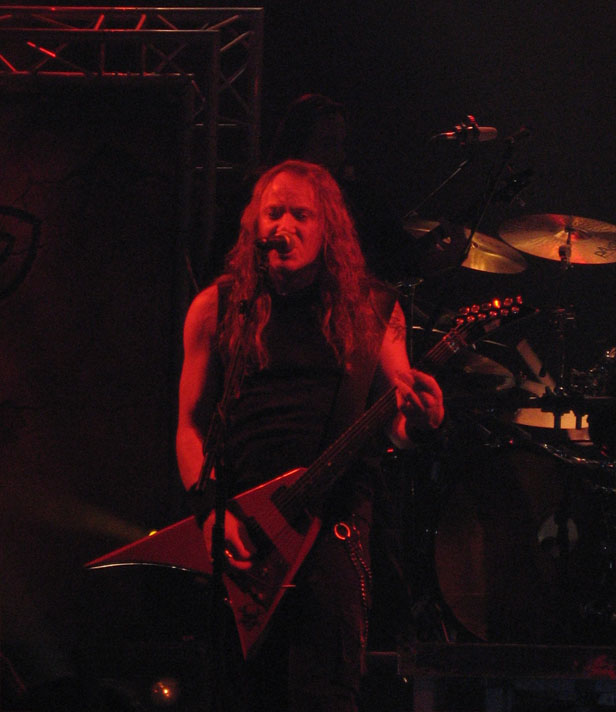
Kai Hansen của Gamma Ray trong một buổi biểu diễn ở Barcelona. Hansen được coi là một trong những nhân vật giàu ảnh hưởng lớn nhất đến sự phát triển sơ khai của power metal.

### Chủ đề ca từ

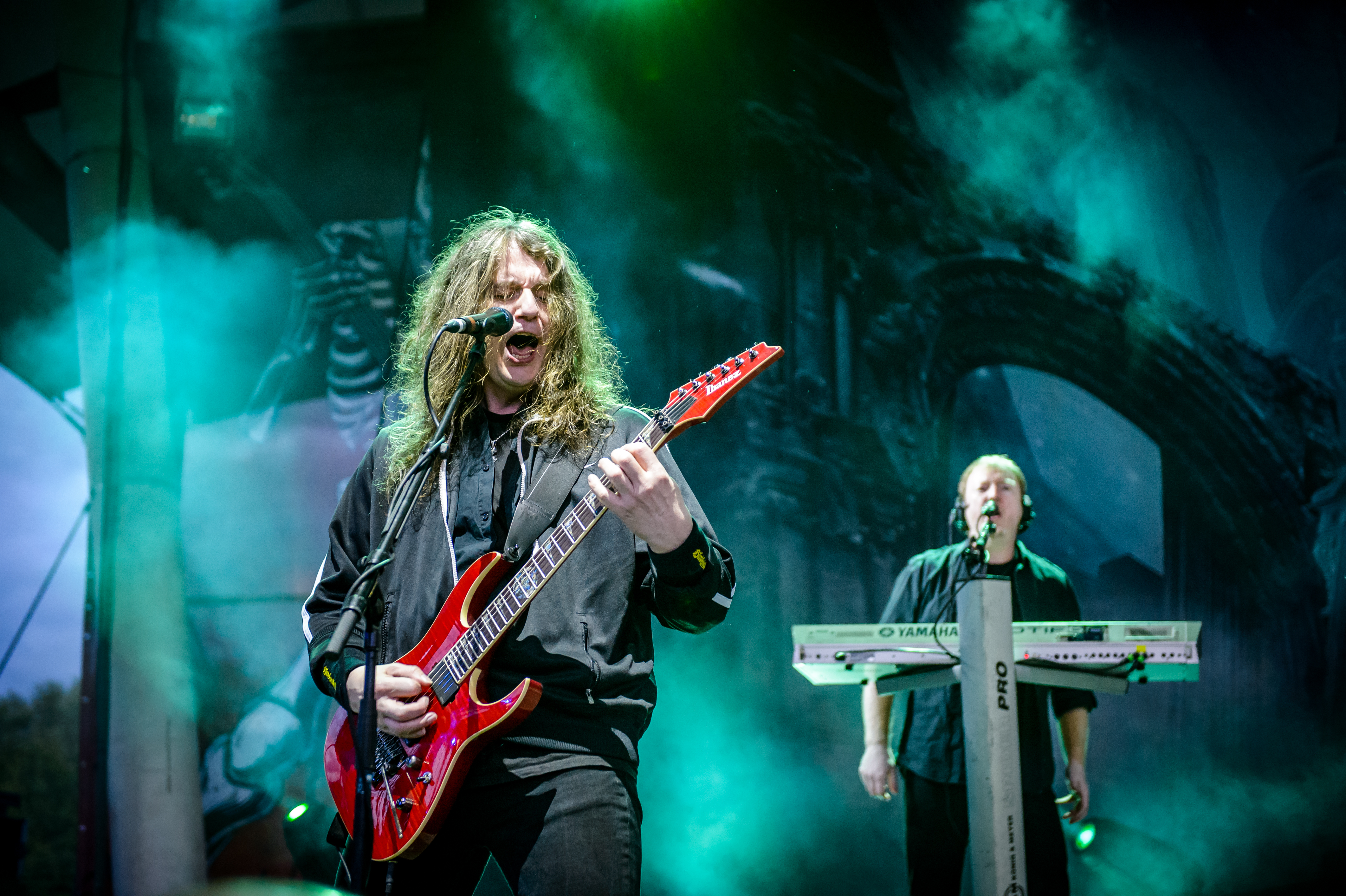
Hầu hết các bài hát của ban nhạc Đức Blind Guardian đều dựa trên kỳ ảo, thần thoại và khoa học viễn tưởng, và các chương trình trực tiếp của họ thường trang trí theo lối kỳ ảo